# الطريق الوطنية رقم 6 (المغرب)
الطريق الوطنية رقم 6 هي طريق وطنية تربط بين سلا والحدود الجزائرية، ويبلغ طولها الإجمالي 551 كلم.